# Васильев, Михаил Михайлович (торгпред)
Михаил Михайлович Васильев (29 ноября 1886—1957, Москва) — российский революционер, деятель большевистской фракции, член ВКП(б) с 1903 года, торгпред СССР в Италии.

## Биография
Активный участник революционного движения в России, член ВКП(б) с 1903 года, соратник Куйбышева. Находился под постоянным надзором полиции, неоднократно арестовывался, бегал с каторги. Участник Первой мировой войны — солдат 15-й Сибирской дивизии. Председатель дивизионного комитета, делегат II-го съезда Советов РСД. В ноябре 1917 года избирался во Всероссийское учредительное собрание.
Деятельность партийного революционера неразрывно связана с Томском, Кузбассом, Москвой и Севастополем. После Октябрьской революции служил на политических и комиссарских постах в РККА.
После окончания Гражданской войны был назначен Начальником Геодезического управления ВСНХ СССР, председатель союзного треста «Алданзолото».
В конце 1920-х годов переведён в Наркомвнешторг, торгпред СССР в Италии.
В дальнейшем работал заместителем председателя Московского городского совета.